# Ferdinando Zidar
Ferdinando Zidar (* 13. Februar 1915 in Triest; † 31. Januar 2003 ebenda) war ein italienischer kommunistischer Widerstandskämpfer gegen den Nationalsozialismus, Häftling im KZ Buchenwald, Mitglied der militärischen italienischen Sektion der Internationalen Militärorganisation (IMO) und Journalist.

## Leben
Zidar trat der Kommunistischen Partei Italiens (IKP) bei und engagierte sich gegen das Mussolini-Regime. Nach der Besetzung Italiens durch die Wehrmacht wurde er 1943 im KZ Buchenwald interniert und beteiligte sich hier am Häftlingswiderstand. Zidar als Kommunist berief einen Ausschuss ein, der die politische Arbeit und militärische Widerstandstätigkeit der Italiener koordinieren sollte. Zum Dreier-Verbindungskomitee der italienischen militärischen Sektion gehörten neben dem Verantwortlichen Domenico Ciufoli noch Renato Bertolini (Scarpi) und Zidar.
Als die NS-Herrschaft beseitigt war, kehrte Zidar nach Italien zurück, um seine politische Arbeit fortzusetzen. Doch bereits am 21. Mai 1945 wurde er in Triest verhaftet, weil der dortige Rat die Mitwirkung von Kommunisten bei der Loslösung der Stadt von Jugoslawien verhindern wollte.
Zidar arbeitete als angesehener Journalist. Nach einem Studium und der Vorlage einer Dissertation war er zum Doktor promoviert worden. Er unterstützte auch die erinnerungspolitischen Vorhaben ehemaliger befreiter Häftlinge, die ihre Leidenserfahrungen an die junge Generation weitergeben wollen. So wurden im Städtischen Museum der Stadt Risiera di San Sabba Schenkungen der lokalen Sektion des Verbandes der ehemaligen politischen Deportierten in den KZ (ANED) ausgestellt sowie Objekte, die Triester Verbandsmitglieder, u. a. Ferdinando Zidar stifteten.
Die Fédération Internationale des Résistants (FIR) gab 1960 ein Buch über das KZ Buchenwald heraus. Ferdinando Zidar gehörte zu den Herausgebern dieses Werkes mit dem Titel Buchenwald.
Im Frühjahr 1968 unterstützte Zidar die Bestrebungen sozialistischer Reformgruppen des Prager Frühlings, wurde jedoch nach der Unterdrückung dieser Bewegung in der ČSSR inhaftiert.
Als 1995 der 50. Jahrestag der Befreiung des KZ Buchenwald begangen wurde, konnte Zidar aus gesundheitlichen Gründen nicht mehr teilnehmen und beauftragte Joseph Marafante, die Grüße der ehemaligen italienischen Widerstandskämpfer zu überbringen. Zidar starb am 31. Januar 2003 in seiner Geburtsstadt.